# Зоолошки врт Тсимбазаза
Зоолошки врт Тсимбазаза (познат локално као Ботанички и зоолошки парк Тсимбазаза) је зоолошки врт и ботаничка башта у јужном Антананариву, на Мадагаскару, који се налази северно од зграде Народне скупштине Мадагаскара. То је једини зоо врт те врсте на Мадагаскару. Новембра 1989. године, Светска фондација за природу прославила је десету годину на Мадагаскару приликом отварања наставног центра животне средине у зоолошком врту. Верује се да садржи „најбољу колекцију мадагаскарских дивљих животиња“, са неколико ендемичних врста. Зоолошки врт има музеј са колекцијама племенских резбарија и скелета слоновке.